# غار تام پا لینگ
غار تام پا لینگ (انگلیسی: Tam Pa Ling Cave)، غاری در رشته‌کوه اننیت در شمال شرقی لائوس است. این کوه در بالای کوه پا هانگ، ۱۱۷۰ متر (۳۸۴۰ فوت) بالاتر از سطح دریا واقع شده است.